# Goecia
Goecia o goetia, del griego γοητεία, ‘encanto, seducción, magia, engaño’.
El antropólogo e historiador, Julio Caro Baroja (1914-1995), reporta en Vidas mágicas e Inquisición (1967),  que el término goetia se usó en la antigüedad para referirse a cierto saber, pero también para referirse a un engaño. Caro Baroja reporta que Platón (427-347 a. C.) expresa que la “goetia” se relaciona con la idea de la “fuerza” particular atribuida a determinadas personas. Protesta contra los que creen que la goetia pueda servir, incluso, para hacer actuar a los dioses. Los poetas, casi siempre más próximos a la opinión común que los filósofos admitieron que existen divinidades propicias a la magia, y seres humanos que puedan obligar a los dioses. Plotino (205-270), siglos más tarde, sostendría que La Goetia existe por acuerdo de las cosas semejantes, y desacuerdo entre las diferentes. Reconoció, además, que el aprovechamiento de la simpatía implicaba un conocimiento de tiempos y horas precisas, conocimiento de las propiedades de plantas, vestuario del operador, etc. Sin embargo, la verdadera magia sigue después y está en la amistad y la disputa existentes en el universo.
Para Plotino, según Baroja, ni la goetia o la magia, ni los filtros ejercen influencia sobre el alma racional, el alma del sabio, que incluso puede conocer encantos contrarios a los que se lanzan. En cambio, los espíritus mismos daemones sí pueden sufrir en su parte irracional los efectos de las artes mágicas. Baroja refiere que con el llegar de los cristianos, éstos limitaron aún más su poder y lo redujeron a pura arte diabólica.